# Janvry (Essonne)
Janvry és un municipi francès, situat al departament de l'Essonne i a la regió de Illa de França. L'any 2007 tenia 615 habitants.
Forma part del cantó de Dourdan, del districte de Palaiseau i de la Comunitat de comunes del País de Limours.

## Demografia

### Població
El 2007 la població de fet de Janvry era de 615 persones. Hi havia 232 famílies, de les quals 50 eren unipersonals (21 homes vivint sols i 29 dones vivint soles), 75 parelles sense fills, 95 parelles amb fills i 12 famílies monoparentals amb fills.
La població ha evolucionat segons el següent gràfic:
Habitants censats

### Habitatges
El 2007 hi havia 255 habitatges, 234 eren l'habitatge principal de la família, 11 eren segones residències i 10 estaven desocupats. 240 eren cases i 16 eren apartaments. Dels 234 habitatges principals, 201 estaven ocupats pels seus propietaris, 28 estaven llogats i ocupats pels llogaters i 5 estaven cedits a títol gratuït; 9 tenien una cambra, 5 en tenien dues, 16 en tenien tres, 48 en tenien quatre i 156 en tenien cinc o més. 187 habitatges disposaven pel capbaix d'una plaça de pàrquing. A 84 habitatges hi havia un automòbil i a 144 n'hi havia dos o més.

### Piràmide de població
La piràmide de població per edats i sexe el 2009 era:
| Homes | Edats   | Dones |
| ----- | ------- | ----- |
| 0     | 95 o +  | 0     |
| 0     | 90 a 94 | 4     |
| 0     | 85 a 89 | 0     |
| 4     | 80 a 84 | 0     |
| 4     | 75 a 79 | 4     |
| 12    | 70 a 74 | 8     |
| 8     | 65 a 69 | 16    |
| 8     | 60 a 64 | 4     |
| 12    | 55 a 59 | 12    |
| 24    | 50 a 54 | 16    |
| 40    | 45 a 49 | 28    |
| 36    | 40 a 44 | 16    |
| 8     | 35 a 39 | 24    |
| 12    | 30 a 34 | 28    |
| 8     | 25 a 29 | 8     |
| 28    | 20 a 24 | 8     |
| 32    | 15 a 19 | 20    |
| 24    | 10 a 14 | 16    |
| 12    | 5 a 9   | 12    |
| 20    | 0 a 4   | 4     |

## Economia
El 2007 la població en edat de treballar era de 419 persones, 326 eren actives i 93 eren inactives. De les 326 persones actives 305 estaven ocupades (165 homes i 140 dones) i 21 estaven aturades (10 homes i 11 dones). De les 93 persones inactives 37 estaven jubilades, 30 estaven estudiant i 26 estaven classificades com a «altres inactius».

### Ingressos
El 2009 a Janvry hi havia 227 unitats fiscals que integraven 616 persones, la mediana anual d'ingressos fiscals per persona era de 29.523 €.

### Activitats econòmiques
Dels 30 establiments que hi havia el 2007, 7 eren d'empreses de construcció, 6 d'empreses de comerç i reparació d'automòbils, 3 d'empreses de transport, 4 d'empreses d'hostatgeria i restauració, 2 d'empreses d'informació i comunicació, 2 d'empreses immobiliàries, 3 d'empreses de serveis, 2 d'entitats de l'administració pública i 1 d'una empresa classificada com a «altres activitats de serveis».
Dels 12 establiments de servei als particulars que hi havia el 2009, 1 era un taller de reparació d'automòbils i de material agrícola, 2 fusteries, 2 lampisteries, 1 electricista, 1 perruqueria, 1 veterinari i 4 restaurants.
L'any 2000 a Janvry hi havia 4 explotacions agrícoles.

## Equipaments sanitaris i escolars
El 2009 hi havia una escola elemental.

## Poblacions més properes
El següent diagrama mostra les poblacions més properes.